# Patrick Bricard
Patrick Bricard (Caen, Francia, 26 de abril de 1940-26 de enero de 2019) fue un actor y director francés.

## Biografía
Bricard apareció en numerosas películas y programas de televisión. Tuvo un papel más pequeño en la película Los paraguas de Cherburgo (1964). En 1968, Bricard interpretó el papel de Marcel en la película para televisión L'Homme du Picardie. Antes de que alcanzara su brote, Bricard tuvo otro pequeño papel en la película Le Distrait. Alcanzó la fama en la serie de televisión L'Île aux enfants (1974-1982). Otras apariciones notables en la televisión incluyen Le Village dans les nuages (1982-1986) y La Dernière Séance.    
Después de 1986, Bricard se dedicó principalmente al teatro, dirigiendo obras como Poil de carotte, The Little Prince, Letters from My Windmill, Scapin the Schemer, The Miser y Le Médecin malgré lui.    
Bricard murió el 26 de enero de 2019.